# 944 Hidalgo
944 Hidalgo eller 1920 HZ är en ovanlig asteroid som har den längsta omloppstiden (13,78 år) av alla asteroider i asteroidbältet.
Hidalgo har vissa likheter med centaurerna som har sina omloppsbanor bland de yttre gasjättarna. Trots att medelavståndet till Solen är längre bort än Jupiters har MPC valt att inte räkna Hidalgo bland centaurerna.
Med en excentricitet på 0,66 är dess perihelium på 1,95 AU i det inre av asteroidbältet medan dess aphelium på 9,45 AU sträcker sig nästan ut till Saturnus omloppsbana, något som snarare är typiskt för en grupp av kometer. Vissa forskare menar att Hidalgo därför är en före detta komet. Hidalgos starka banlutning på 43° misstänks vara resultatet av en närkontakt med Jupiter.

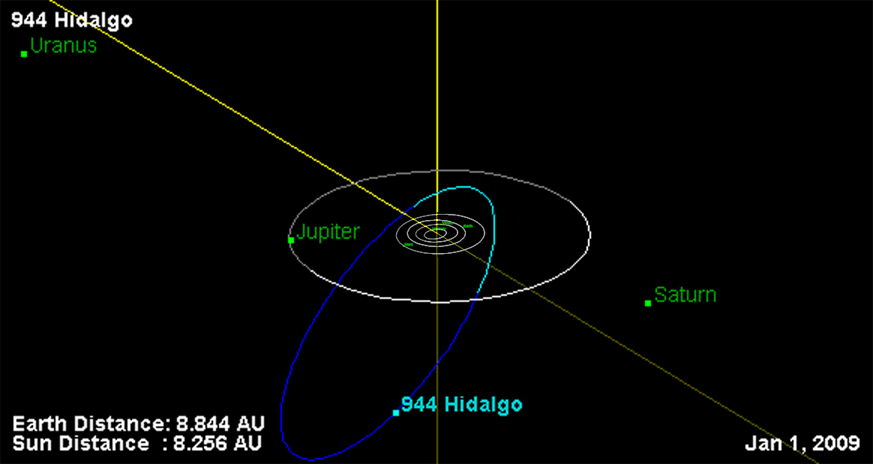
944 Hidalgos omloppsbana

944 Hidalgo upptäcktes 31 oktober 1920 av den tysk-amerikanske astronomen Walter Baade  vid  Bergedorf Observatory nära Hamburg. Den är uppkallad efter Miguel Hidalgo som var ansvarig för Mexikos självständighetsförklaring 1810 och betraktas om Mexikos fader. Tyska astronomer som var i Mexiko för att studera en total solförmörkelse 1923 fick en audiens med president Álvaro Obregón. Under detta möte frågade man om hans tillstånd att benämna asteroiden efter Hidalgo.
Under andra halvan av 1990-talet kom ett världsvitt nätverk av astronomer att studera ljuskurvor för att utforska vilken form 10 asteroider har – bland annat 944 Hidalgo – och hur dessa roterar runt sin egen axel. Ljuskurvor har studerats även vid Antelope Hills Observatory.